# نه مثل فیلم‌ها
«نه مثل فیلم ها» ( یا مثل فیلم‌ها نیست) ترانه‌ای از هنرمند اهل ایالات متحده آمریکا کیتی پری است. این ترانه در آلبوم رؤیای نوجوانی قرار داشت.